# Heinrich Schulte-Altenroxel

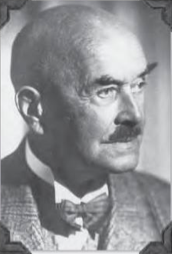
Heinrich Schulte-Altenroxel

Heinrich Schulte-Altenroxel (* 4. Dezember 1867 in Altenroxel; † 17. Februar 1947 in Garstedt) war ein deutscher Landwirt, Kolonist und Unternehmer. 

## Leben
Er wuchs auf einem von einer Gräfte umgebenen Schulzenhof in Altenroxel bei Münster als zweiter Sohn von acht Kindern eines Landwirts auf. Nach der Schule und einjährigem Militärdienst machte er zunächst eine landwirtschaftliche Ausbildung beim Vater. 

Im August 1889 wanderte er allein und nur mit einer Fahrkarte ausgestattet in die Südafrikanische Republik aus, um sich dort als Farmer und „deutscher Kulturpionier“ eine Existenz aufzubauen. Über Kapstadt, Kimberley und Pretoria kam er in das nördliche Transvaal. Die Gegend östlich des damaligen Pietersburg erschien ihm aufgrund des subtropischen Klimas und der dort lebenden indigenen Sotho, die er als Arbeitskräfte einsetzen wollte, für seine landwirtschaftlichen Ziele als besonders geeignet. Zunächst arbeitete er als Kaufmann, um sich Kapital aufzubauen. 1891 baute er sich mit ideeller Unterstützung des damaligen Staatspräsidenten Paul Kruger eine Farm mit Übernachtungsmöglichkeit und Ladengeschäft in Neu-Agatha, südlich von Tzaneen, auf. Wenig später gründete er zusammen mit dem aus Attendorn stammenden Kaufmann Konrad Plange weitere Farmen um Tzaneen, darunter die Westfalia Tobacco Plantation, Ladengeschäfte und kleine Hotels.

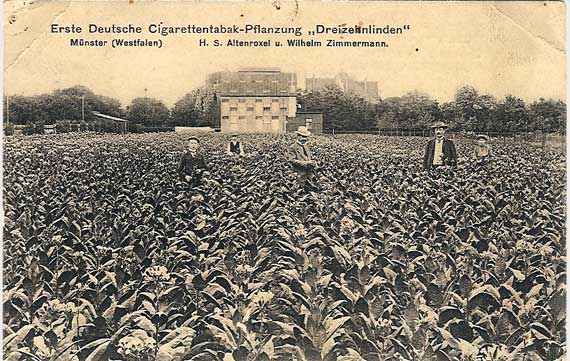
Tabakpflanzung Dreizehnlinden bei Münster 1912

Zur Ausweitung des Unternehmens wurde am 15. Dezember 1893 auf einem Heimaturlaub in Münster die Siedlungsgesellschaft Thabena Farming Association Ltd. mit einem Grundkapital von 200.000 Reichsmark gegründet. Es gab 14 Teilhaber, darunter sein Vater sowie der Münsteraner Mühlenbesitzer Wilhelm Kiesekamp und der Generaldirektor der Westfälischen Landschaft Wilhelm von Laer. Schulte-Altenroxel und von Laer wurden als Geschäftsführer eingestellt. Zwei seiner Brüder und vier weitere Landwirte konnte er ebenfalls zur Übersiedlung nach Transvaal bewegen. Die Gesellschaft erwarb von den Buren über 40.000 Morgen Land, das von elf zusammenliegenden Farmen bewirtschaftet wurde, und benannte ihr Territorium Westfalia. Angelegt wurden insbesondere Obstplantagen zur Gewinnung von Orangen, Zitronen, Mandarinen, Pampelmusen, Grapefruit, Pfirsiche, Aprikosen, Mango, Avocado, Loquat, Guava, Mandeln, Quitten, Papaya, Ananas, Bananen, Wein, Äpfel etc. Weitere Produkte waren Baumwolle, Sisalhanf, Kaffee und Tabak. Die Bewirtschaftung erfolgte mit Hilfe der ansässigen Bevölkerung, ca. 800 Familien in 6 Stämmen, der Umgebung. Die meisten Produkte wurden über Delagoa Bay nach Europa exportiert. Auf den weniger fruchtbaren Böden erfolgte der erste kommerzielle Anbau von schnellwachsenden australischen Eukalyptusbäumen zum Verkauf als Grubenholz für die Gold- und Kupferminen.

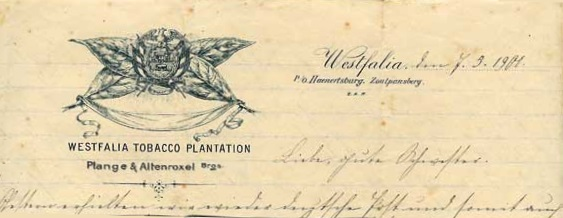
Briefkopf Plange und Altenroxel, Haenertsburg 1901

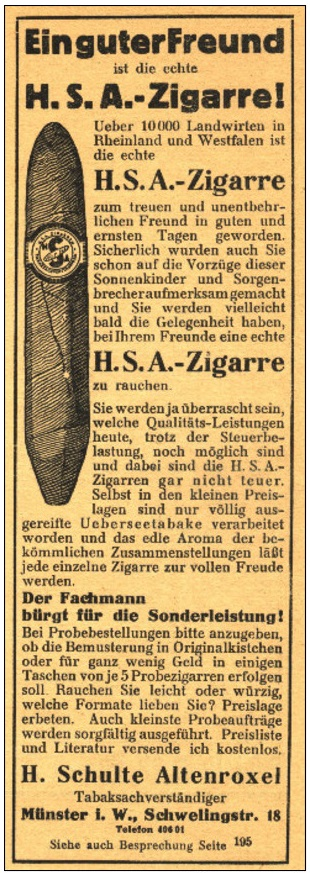
Werbeanzeige der H.S.A., ca. 1920

1911, nach dem Zweiten Burenkrieg und der danach erfolgten Eingliederung Transvaals in die Südafrikanische Union, kehrte Heinrich Schulte-Altenroxel wieder nach Münster zurück. Dort versuchte er gemeinsam mit dem Gutsbesitzer Wilhelm Zimmermann ebenfalls Tabak anzubauen. Ab November 1911 entstand im Bezirk Uppenberg die angeblich „Erste Deutsche Cigarettentabak-Pflanzung“. Es wurden weite Felder angelegt sowie Trockenschuppen und Verarbeitungsanlagen gebaut. Die Zigarettenmarke wurde nach Friedrich-Wilhelm Webers Heldenepos Dreizehnlinden genannt. Es gab zwei Sorten: Siegeward und Irmintrud. Aufgrund von Qualitätsproblemen wurde jedoch mit Beginn des Ersten Weltkrieges die Produktion eingestellt.
Danach war Schulte-Altenroxel als Tabakunternehmer und Sachverständiger tätig und unternahm einige Weltreisen. 1942, ein Jahr nach Erscheinen des Films Ohm Krüger, veröffentlichte der Leipziger Verlag E. A. Seemann seine Erinnerungen unter dem Titel Ich suchte Land in Afrika.

## Nachwirken
- Der ab 1904 in Transvaal tätige Geologe und Farmer Hans Merensky (1871–1952) benannte seine 1949 in Johannesburg gegründete und international tätige Westfalia Fruit Company nach seiner von Schulte-Altenroxel erworbenen Farm.[7]
- 1983 wurde in Neu-Agatha, nahe dem von Schulte-Altenroxel gegründeten ersten Hotel, unter der Bezeichnung The Coach House Hotel and Spa ein neues Touristenhotel eröffnet, das ausdrücklich auf die Hotel-Tradition des Standorts Bezug nimmt.[8]

## Wissenschaftliches Engagement
- Mit dem britischen Botaniker Joseph Burtt Davy arbeitete Schulte-Altenroxel unter anderem bei der Erforschung der Brotpalmfarnart Encephalartos transvenosus zusammen.[9]
- Er sammelte und präparierte ca. 100.000 Insekten aus der Region Transvaal.[10]
- Seine Erkenntnisse in der Land- und Forstwirtschaft veröffentlichte er in den 1900er Jahren im Transvaal Agricultural Journal in Pretoria.

## Kritik
- Gisbert Strotdrees urteilte 1996 in seinem Buch „Fremde in Westfalen – Westfalen in der Fremde“[11], dass Heinrich Schulte Altenroxels Erinnerungsbuch „Ich suchte Land in Afrika“, erschienen 1942, von einem kolonial-imperialistischen Sendungsbewusstsein durchzogen sei. Schulte Altenroxel habe zum Zeitpunkt der Niederschrift (vor 1942) offenbar damit gerechnet, dass sich das nationalsozialistische Deutschland nach der Eroberung Europas auch zur Kolonialmacht aufschwingen werde. Im Vorwort von „Ich suchte Land in Afrika“ heißt es unter anderem: „Viele werden bereit sein müssen, Großdeutschland auch in der weiten Welt würdig zu vertreten, viele werden bald unsere Kolonien wieder aufbauen und verwalten müssen. Darum ist es nötig zu wissen, was man als Kulturpionier zu tun hat, wie man mit anderen Nationalen verkehrt und, vor allen Dingen, wie man die Eingeborenen zu behandeln hat.“ Einerseits habe Schulte Altenroxel in seinem Buch „Ich suchte Land in Afrika“ mehr Respekt und Verständnis gegenüber Eingeborenen gefordert. Andererseits sei seine Haltung „deutlich geprägt vom herrisch-kolonialen Überlegenheitsdenken der Kaiserzeit, in das sich Versatzstücke aus der radikalen NS-Rassenideologie mischen“.[11]

## Schriften
- The culture and curing of tobacco in the Transvaal. In: Transvaal Agricultural Journal 4, Pretoria 1905, S. 37–46.
- Report about eucalyptus planting in the Tzaneen Estate. In: Transvaal Agricultural Journal 4, Pretoria 1905.
- Notes on cotton planting: experiments on the Tzaneen Estate. In: Transvaal Agricultural Journal, Pretoria 1906, S. 296–298.
- Der Tabakbau in der Heimat und die Verarbeitung der Ernte. Selbstverlag, Münster 1919.
- Ich suchte Land in Afrika: Erinnerungen eines Kolonialpioniers im nördlichen Transvaal, mit 95 Zeichnungen von Karl Stratil, E. A. Seemann Verlag, Leipzig 1942.